# Отунга, Морис Майкл
Морис Майкл Отунга (англ. Maurice Michael Otunga; 31 января 1923, Чебуква, протекторат Занзибар — 6 сентября 2003, Найроби, Кения) — первый кенийский кардинал. Титулярный епископ Такапе и вспомогательный епископ Кисуму с 17 ноября 1956 по 21 мая 1960. Епископ Кисии с 21 мая 1960 по 15 ноября 1969. Титулярный архиепископ Бомарцы и коадъютор Найроби, с правом наследования, с 15 ноября 1969 по 24 октября 1971. Архиепископ Найроби с 24 октября 1971 по 14 мая 1997. Военный ординарий Кении с 24 января 1981 по 13 сентября 1997. Кардинал-священник с титулом церкви Сан-Грегорио-Барбариго-алле-Тре-Фонтане с 5 марта 1973.